# Polski Program Gospodarczy
Polski Program Gospodarczy (PPG) – koło poselskie funkcjonujące w Sejmie I kadencji w latach 1991–1992.
PPG został założony bezpośrednio po wyborach w 1991 na początku kadencji w wyniku rozłamu w Polskiej Partii Przyjaciół Piwa. Początkowo występował w Sejmie jako frakcja PPPP pod nieformalną nazwą Duże Piwo. Koło poselskie obejmowało 13 posłów, wchodzili do niego Tomasz Bańkowski, Tomasz Brach, Leszek Bubel, Sławomir Chabiński, Andrzej Czernecki, Jerzy Dziewulski, Zbigniew Eysmont, Tomasz Holc, Marek Kłoczko, Janusz Rewiński, Cezary Urbaniak, Jan Zylber i Andrzej Zakrzewski. 
Polski Program Gospodarczy współtworzył rząd Hanny Suchockiej (ministrem został Zbigniew Eysmont). Kilka miesięcy po powstaniu tego gabinetu większość posłów PPG razem z posłami KLD utworzyli wspólny klub poselski pod nazwą Polski Program Liberalny.